# 中国石油和化学工业联合会
中国石油和化学工业联合会是中华人民共和国石油和化工行业企事业单位、社会团体组成的全国性、行业性、非营利性社会团体，由国务院国有资产监督管理委员会主管。